# Jordan Cousins
Jordan Paul Cousins, né le 6 mars 1994 à Greenwich, est un footballeur anglais qui évolue au poste de milieu de terrain au Cambridge United.

## Biographie
Il fait ses débuts dans la division 2 anglaise le 17 août 2013 pour Charlton Athletic, dans un match contre Barnsley.
Le 13 juillet 2016, il rejoint  QPR.
Le 25 juin 2019, il rejoint Stoke City.
Le 1er juillet 2021, il rejoint Wigan Athletic.

## Palmarès

### En club
- Champion d'Angleterre de D3 en 2022 avec Wigan